# Johann Ludwig von Hompesch
Johann-Baptist Ludwig Reichsgraf von Hompesch(-Rurich) (* 29. September 1759 in Amsterdam; † 16. Mai 1833 auf Schloss Rurich) war ein kurpfälzisch-jülicher Verwaltungsbeamter aus dem Adelsgeschlecht Hompesch.

## Leben
Von Hompesch war der Sohn des kurpfälzisch-jülichen Kämmeres und Oberamtmanns Friedrich Wilhelm Freiherr (seit 6. November 1745: Reichsgraf) von Hompesch (getauft 9. Januar 1722; † 3. März 1790 in Köln) und dessen Ehefrau Elise Luise de Suermont de Vlooswijk (* in den Niederlanden). Der Vater war ursprünglich reformierter Konfession, konvertierte aber zum Katholizismus, entsprechend war auch Johann Ludwig von Hompesch katholisch. Er heiratete am 3. November 1794 Theresia Angelika geborene Gräfin von Aerschot-Schoonhoven (* 17. Januar 1779; † 2. September 1839). Der gemeinsame Sohn war Hermann von Hompesch-Rurich (* 10. Januar 1797 auf Schloss Rurich; † 3. August 1857 ebenda).
Von Hompesch lebte als Rittergutsbesitzer auf Schloss Rurich. Er war kurpfälzisch-jülicher Kämmerer und Amtmann im Amt Boslar und Linnich. Von 1826 bis 1830 war er für den Stand der Ritterschaft in den Regierungsbezirken Aachen/Düsseldorf stellvertretender Abgeordneter  im Provinziallandtag der Rheinprovinz.